# Theo Lauber
Theo Lauber (* 22. November 1914 in Neuburg an der Donau; † 17. August 1999) war ein deutscher Kommunalpolitiker.

## Werdegang
Lauber wurde als Sohn des Justizrates Theodor Lauber geboren und wuchs in der Oberen Altstadt von Neuburg auf. 1933 legte er am Humanistischen Gymnasium das Abitur ab. Bedingt durch die Auflösung des Landgerichts in Neuburg übersiedelte die Familie 1933 nach Augsburg. Er studierte Rechtswissenschaften und leistete während des Zweiten Weltkrieges Kriegsdienst. 1946 ließ er sich in Augsburg als Rechtsanwalt nieder.
Am 27. März 1960 wurde er als Kandidat der Freien Wähler zum Oberbürgermeister der bis zur Gebietsreform 1972 kreisfreien Stadt, danach Großen Kreisstadt Neuburg a. d. Donau gewählt und war vom 1. Mai 1960 bis 30. April 1984 im Amt.
In Laubers Amtszeit wuchs die Einwohnerzahl der Stadt von ca. 17.000 auf ca. 25.000 durch Eingemeindungen im Zuge der Gebietsreform und die konsequente Ansiedlung von Industrie und Gewerbe. In dieser Zeit entwickelte sich die Stadt auch zu einem kulturellen Zentrum in der Region. Wichtigster Punkt in seiner Erfolgsbilanz: Er verwirklichte die umfassende Sanierung der Innenstadt, die sich bis heute in einem beeindruckenden Zustand präsentiert, größtenteils mit staatlichen Fördermitteln.
Nicht nur wegen seiner kommunalpolitischen Erfolge, sondern auch aufgrund seiner ausgleichenden und volksnahen Art war Lauber ein populäres Stadtoberhaupt.

## Ehrungen
- 1983: Verdienstkreuz 1. Klasse der Bundesrepublik Deutschland
- 1984: Bürgermedaille der Stadt Neuburg a. d. Donau
- 1992: Ehrenbürger von Neuburg a. d. Donau
- 2012: Benennung der Theo-Lauber-Straße in Neuburg a. d. Donau